# Saint-Christophe-le-Jajolet
Saint-Christophe-le-Jajolet és un antic municipi francès, situat al departament de l'Orne i a la regió de Normandia. L'any 2007 tenia 235 habitants.
L'1 de juny de 2015 va fusionar amb els municipis de Marcei, Saint-Loyer-des-Champs i Vrigny creant el nou municipi de Boischampré.

## Demografia

### Població
El 2007 la població de fet de Saint-Christophe-le-Jajolet era de 235 persones. Hi havia 92 famílies de les quals 20 eren unipersonals (12 homes vivint sols i 8 dones vivint soles), 28 parelles sense fills, 40 parelles amb fills i 4 famílies monoparentals amb fills.
La població ha evolucionat segons el següent gràfic:
Habitants censats

### Habitatges
El 2007 hi havia 114 habitatges, 89 eren l'habitatge principal de la família, 16 eren segones residències i 9 estaven desocupats. 113 eren cases i 1 era un apartament. Dels 89 habitatges principals, 70 estaven ocupats pels seus propietaris, 17 estaven llogats i ocupats pels llogaters i 2 estaven cedits a títol gratuït; 4 tenien dues cambres, 12 en tenien tres, 32 en tenien quatre i 41 en tenien cinc o més. 69 habitatges disposaven pel capbaix d'una plaça de pàrquing. A 41 habitatges hi havia un automòbil i a 44 n'hi havia dos o més.

### Piràmide de població
La piràmide de població per edats i sexe el 2009 era:
| Homes | Edats   | Dones |
| ----- | ------- | ----- |
| 0     | 95 o +  | 0     |
| 0     | 90 a 94 | 4     |
| 0     | 85 a 89 | 4     |
| 0     | 80 a 84 | 0     |
| 0     | 75 a 79 | 4     |
| 8     | 70 a 74 | 4     |
| 4     | 65 a 69 | 4     |
| 0     | 60 a 64 | 0     |
| 8     | 55 a 59 | 4     |
| 0     | 50 a 54 | 4     |
| 16    | 45 a 49 | 8     |
| 16    | 40 a 44 | 20    |
| 16    | 35 a 39 | 4     |
| 0     | 30 a 34 | 16    |
| 4     | 25 a 29 | 4     |
| 4     | 20 a 24 | 4     |
| 12    | 15 a 19 | 4     |
| 8     | 10 a 14 | 8     |
| 16    | 5 a 9   | 12    |
| 8     | 0 a 4   | 0     |

## Economia
El 2007 la població en edat de treballar era de 164 persones, 121 eren actives i 43 eren inactives. De les 121 persones actives 112 estaven ocupades (62 homes i 50 dones) i 9 estaven aturades (7 homes i 2 dones). De les 43 persones inactives 13 estaven jubilades, 22 estaven estudiant i 8 estaven classificades com a «altres inactius».

### Ingressos
El 2009 a Saint-Christophe-le-Jajolet hi havia 93 unitats fiscals que integraven 250,5 persones, la mediana anual d'ingressos fiscals per persona era de 16.171 €.

### Activitats econòmiques
Dels 8 establiments que hi havia el 2007, 1 era d'una empresa extractiva, 1 d'una empresa alimentària, 1 d'una empresa de construcció, 1 d'una empresa de comerç i reparació d'automòbils, 2 d'empreses d'hostatgeria i restauració, 1 d'una entitat de l'administració pública i 1 d'una empresa classificada com a «altres activitats de serveis».
Dels 2 establiments de servei als particulars que hi havia el 2009, 1 era una lampisteria i 1 restaurant.
L'any 2000 a Saint-Christophe-le-Jajolet hi havia 8 explotacions agrícoles.

## Poblacions més properes
El següent diagrama mostra les poblacions més properes.